# Giro di Lombardia 1945
Il Giro di Lombardia 1945, trentanovesima edizione della corsa, si svolse il 21 ottobre 1945 su un percorso di 222 km con partenza e arrivo a Milano. Fu vinto dall'italiano Mario Ricci, giunto al traguardo con il tempo di 6h08'11" alla media di 36,177 km/h precedendo per distacco i connazionali Aldo Bini e Gino Bartali. Conclusero la prova, organizzata dalla Gazzetta dello Sport, 41 dei 137 ciclisti al via.

## Percorso
Dopo il via da Milano, la corsa attraversò nell'ordine Saronno (km 17), Mozzate, Marcolina, Varese (km 45), Ganna, Ghirla, Grantola, Rancio con la salita di Brinzio, di nuovo Varese, Malnate, Olgiate Comasco, San Fermo della Battaglia, Como (km 114), Albese, Erba (km 128), Longone al Segrino, Canzo, Asso, Onno, Valbrona, Bellagio, Magreglio al termine della salita del Ghisallo, di nuovo Asso, Canzo, Inverigo (km 188), Giussano, Seregno, Desio e Bresso. Il traguardo era posto all'Arena Civica.

## Resoconto degli eventi
La corsa si svolse in una giornata con cielo grigio e coperto. Le prime fasi furono animate da Vito Ortelli della Benotto, in fuga dai primi chilometri (inizialmente con altri attaccanti tra cui Primo Zuccotti e Serafino Biagioni, e quindi in solitaria) fino alla Valcuvia, dove fu ripreso. Ebbe quindi inizio l'attacco di Giuseppe Magni dell'U.S. Azzini, che scollinò in solitaria il Brinzio e rimase in avanscoperta fino a Como, dove fu raggiunto da Bruno Pasquini dell'A.C. Montecatini; il toscano staccò presto Magni e transitò solo a Erba con 1'16" su Magni e 1'50" sul gruppo. Dietro iniziò quindi l'azione di Mario Ricci della Legnano (inizialmente con Elio Bertocchi, appiedato però ad Asso da problemi meccanici), che raggiunse e superò Pasquini per transitare a Bellagio con 2'30" sui primi inseguitori Ubaldo Pugnaloni e Michele Motta. In cima alla salita del Ghisallo Ricci conduceva ancora con 2'30" su Gino Bartali, 3'00" su Pugnaloni e 3'20" su Severino Canavesi. Il vantaggio di Ricci incrementò negli ultimi 60 km: il sorianese si impose all'Arena Civica con 6'23" su Aldo Bini dell'A.C. Pratese, bravo a precedere allo sprint i sei compagni di inseguimento, nell'ordine Bartali, Adolfo Leoni, Aldo Baito (quinto e primo dei dilettanti), Pugnaloni (sesto e primo degli indipendenti), Salvatore Crippa e Canavesi. La media oraria di Ricci, 36,177 km/h, costituì il nuovo record di velocità per la corsa lombarda.

## Ordine d'arrivo (Top 10)
| Pos. | Corridore         | Squadra          | Tempo    |
| ---- | ----------------- | ---------------- | -------- |
| 1    | Mario Ricci       | Legnano          | 6h08'11" |
| 2    | Aldo Bini         | A.C. Pratese     | a 6'23"  |
| 3    | Gino Bartali      | Legnano          | s.t.     |
| 4    | Adolfo Leoni      | Bianchi          | s.t.     |
| 5    | Aldo Baito        | U.S. Azzini      | s.t.     |
| 6    | Ubaldo Pugnaloni  | U.S. Falconarese | s.t.     |
| 7    | Salvatore Crippa  | Ricci            | s.t.     |
| 8    | Severino Canavesi | U.S. Legnanese   | s.t.     |
| 9    | Quirino Toccaceli | Olmo             | a 10'03" |
| 10   | Oreste Conte      | Ricci            | s.t.     |